# Форум (мероприятие)
Фо́рум — мероприятие, проводимое для обозначения или решения каких-либо в достаточной степени глобальных проблем. Это понятие встречается в политических, экономических, социальных, религиозных, экологических и многих других сферах жизнедеятельности современного общества.
Примеры:
- C 2004 года по 2012 год ежегодно проводится Российско-Китайско-Казахстанский нефтегазовый форум[1], в 2008 году переросший в Евразийский энергетический саммит[2].
- Каждые два года, начиная с 2010, в Екатеринбурге проводится Симфонический форум России, направленный на возрождение и расширение гастрольной деятельности региональных симфонических коллективов.
- Гражданский жилищный форум.
- Open Source Forum IV — крупнейшее мероприятие, посвящённое технологиям разработки Open Source[3].
- Форум Финансовых Директоров — масштабное ежегодное событие, посвящённое экономике и финансам, для топ-менеджеров и собственников бизнеса[4].

С появлением интернета веб-форум и «Форум» как способ проведения некоего собрания (мероприятия) с глобальными по заявленной теме целями часто дополняют друг друга. Например, в нефтегазовой промышленности имеет место профессиональный «нефтегазовый форум» с соответствующим сайтом и одноимённое «офлайн»-мероприятие, проходящее с регулярной периодичностью.